# Parc Natural de les Dunes de Liendres
El Parc Natural de les Dunes de Liencres està situat a Cantàbria (Espanya). És un espai natural protegit de Cantàbria, declarat parc natural pel Decret 101/1986, del 9 de desembre de 1986. Les dunes situades al marge dret de la desembocadura del riu Pas van ser determinants com a principal element natural per a la creació del parc, i incloure'l a la Red de Espacios Naturales Protegidos de Cantabria.
Els límits del parc han estat descrits literalment i cartografiats a l'Anexo III de la Ley de Cantabria 4/2006, del 19 de maig, ja que la norma de creació del parc realitzava una descripció molt poc precisa i no contenia cartografia.
El 7 de desembre de 2004, es va incorporar a la llista de llocs d'importància comunitària de la regió biogeogràfica atlàntica, inclou el lloc d'importància comunitària "Dunes de Liencres i Estuari de Pas", que amb una extensió de 544,21 hectàrees inclou la totalitat del parc natural, estenent-se cap a l'estuari del riu Pas i cap a la franja costanera que va des de la Punta del Águila a l'oest, (municipi de Miengo), fins a la Canal de Hoz a l'est, just en el límit entre els municipis de Santa Cruz de Bezana i Santander. També fou inclòs a l'inventari nacional de punts d'interès geològic de l'IGME.

## Descripció

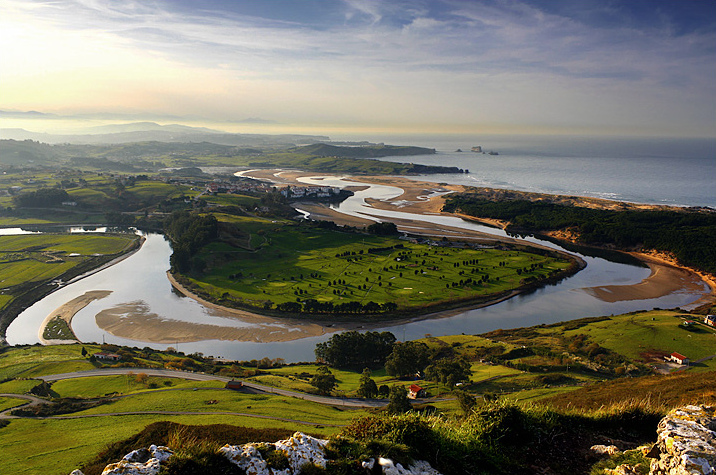
Desembocadura del riu Pas amb el parc natural a la dreta.

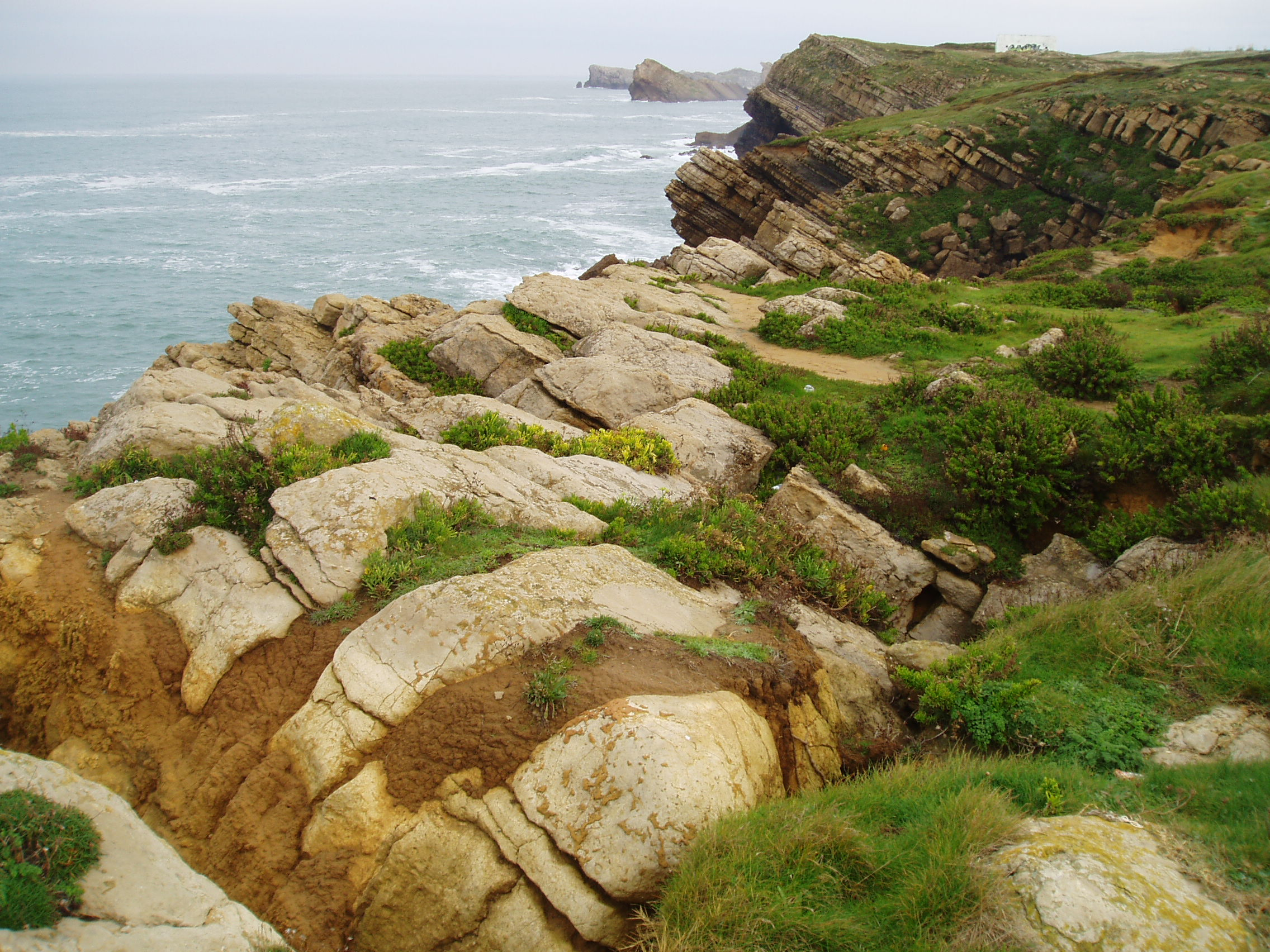
Flora dels penya-segats al Parc Natural de les Dunes de Liencres.

El parc està localitzat a la desembocadura del riu Pas (ria de Mogro) dins del municipi de Piélagos, a la zona central del litoral cantabre. Té 195 hectàrees i està format per cales i dues platges, compta amb una gran plantació de pi marítim, i se'n destaca el sistema de dunes. L'ajuntament de Piélagos és l'encarregat del manteniment i protecció del parc, així com la seva Oficina de Turisme.
Les dues platges principals són la platja de Valdearenas (sorra daurada, fina i dunes) i la platja de Canallave que s'orienta al nord-oest i ofereix excel·lents condicions per a la pràctica del surf, amb onades sobre fons de sorra, de recorregut curt, però intens.
Darrere de la platja, hi ha les dunes que es consideren unes de les més importants del nord d'Espanya pel seu interès geomorfològic, presentant unes particulars característiques ecològiques i paisatgístiques.
L'acumulació de sorra portada pel vent ha format aquest gran camp de dunes, un dels més desenvolupats del litoral cantàbric. La fauna i la flora, juntament amb la varietat de formes d'acumulació de sorra (estratificacions creuades, pistes orgàniques, ondulacions, dunes...), permet realitzar una gran quantitat d'observacions que possibiliten la comprensió d'aquest tipus especial de procés natural de l'ecosistema que es desenvolupa aquí. Des del mar cap a l'interior es pot distingir una barra de sorres enganxada a la costa, a partir de la qual creixen llengües d'extensió major o menor formades posteriorment i constituïdes per dunes mòbils. Més a l'interior hi ha un extens camp de dunes particialment colonitzat per vegetació natural, seguit de dunes remuntants, fixades mitjançant una repoblació de pins.
Al marge del camp de dunes que està situat al costat de la ria de Pas es pot observar perfectament, a baixamar, l'alternança de capes de sorra, d'origen marí i capes d'argila i llims, d'origen fluvial.
Es pot recórrer la costa des de la punta i cala de Somocuevas, a 500 metres de la localitat de Liencres (Piélagos), i continuar fins a la ria de Mogro, on desemboca el riu Pas i tornar al punt de partida. Destaca la pujada a La Picota (239 metres).